# Рефрактометр

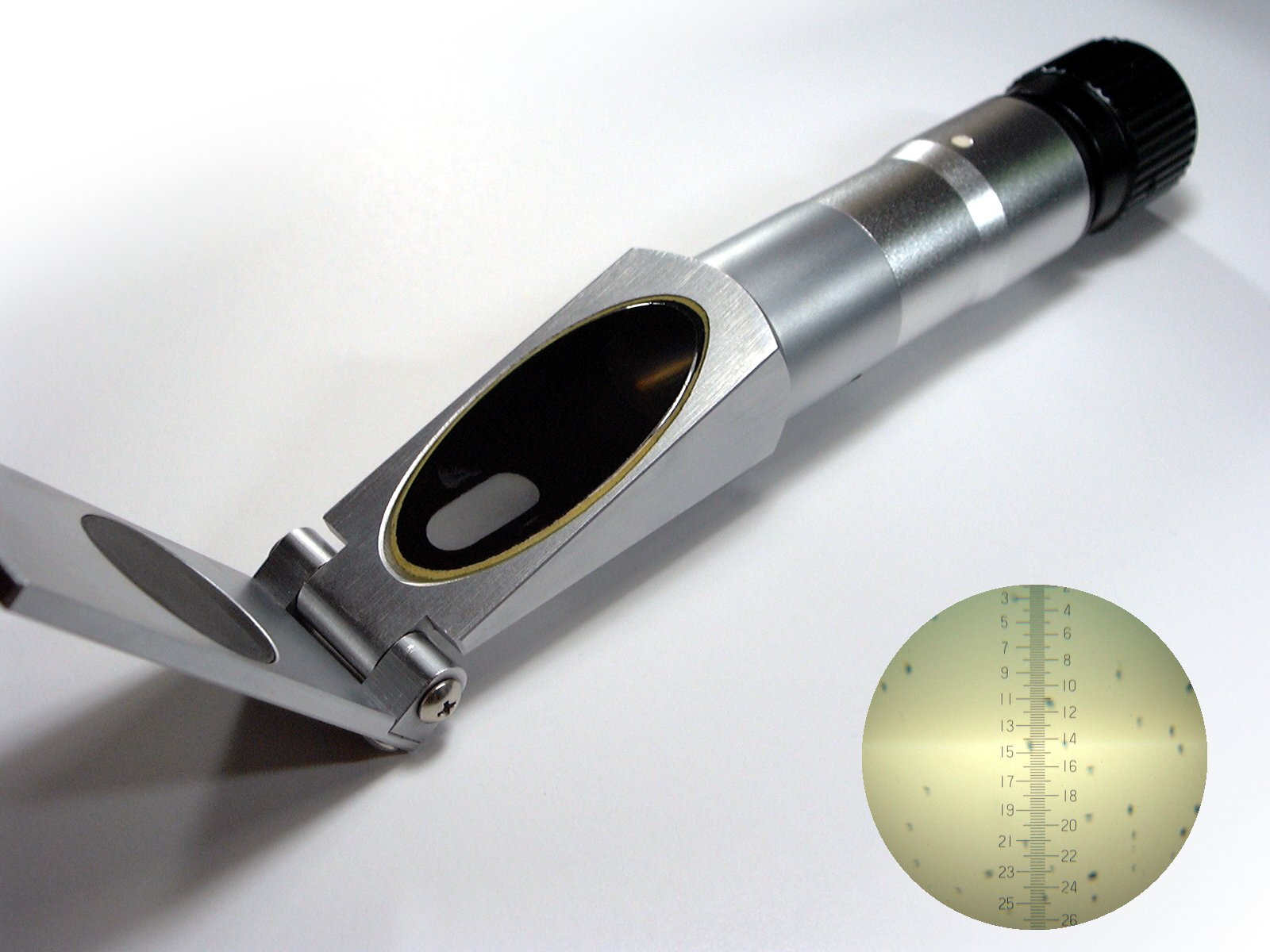
Ручной рефрактометр

Рефракто́метр — инструмент, измеряющий показатель преломления света в среде.

## Рефрактометрия
Рефрактометрия (от лат. refractus — преломленный и др.-греч. μετρέω «измеряю») — это метод исследования веществ, основанный на определении показателя (коэффициента) преломления (рефракции) и некоторых его функций. Рефрактометрия (рефрактометрический метод) применяется для идентификации химических соединений, количественного и структурного анализа, определения физико-химических параметров веществ.
Относительный показатель преломления n представляет собой отношение скоростей света в граничащих средах. Для жидкостей и твердых тел n обычно определяют относительно воздуха, а для газов — относительно вакуума (абсолютный показатель преломления). Значения n зависят от длины волны λ света и температуры, которые указывают соответственно в подстрочном и надстрочном индексах. Например, показатель преломления при 20 °C для D-линии спектра натрия (λ = 589 нм) — {\displaystyle n_{D}^{20}}. Часто используют также линии спектра водорода Н (λ = 656 нм) и F (λ = 486 нм). В случае газов необходимо также учитывать зависимость n от давления (указывать его или приводить данные к нормальному давлению).
В идеальных системах (образующихся без изменения объема и поляризуемости компонентов) зависимость показателя преломления от состава близка к линейной, если состав выражен в объёмных долях (процентах)
n=n1V1+n2V2 ,
где n, n1 ,n2 — показатели преломления смеси и компонентов, V1 и V2 — объемные доли компонентов (V1 + V2 = 1).
Для рефрактометрии растворов в широких диапазонах концентраций пользуются таблицами или эмпирическими формулами, важнейшие из которых (для растворов сахарозы, этанола и др.) утверждаются международными соглашениями и лежат в основе построения шкал специализированных рефрактометров для анализа промышленной и сельскохозяйственной продукции.

## Зависимость показателя преломления водных растворов некоторых веществ от концентрации
Влияние температуры на показатель преломления определяется двумя факторами: изменением количества частиц жидкости в единице объема и зависимостью поляризуемости молекул от температуры. Второй фактор становится существенным лишь при очень большом изменении температуры.
Температурный коэффициент показателя преломления пропорционален температурному коэффициенту плотности. Поскольку все жидкости при нагревании расширяются, то их показатели преломления уменьшаются при повышении температуры. Температурный коэффициент зависит от величины температуры жидкости, но в небольших температурных интервалах может считаться постоянным.
Для подавляющего большинства жидкостей температурный коэффициент лежит в узких пределах от –0,0004 до –0,0006 К−1. Важным исключением является вода и разбавленные водные растворы (–0,0001), глицерин (–0,0002), гликоль (–0,00026).
Линейная экстраполяция показателя преломления допустима на небольшие разности температур (10 – 20 °C). Точное определение показателя преломления в широких температурных интервалах производится по эмпирическим формулам вида: nt=n0+at+bt2+…
Давление влияет на показатель преломления жидкостей значительно меньше, чем температура. При изменении давления на 1 атм. изменение n составляет для воды 1,48⋅10−5, для спирта 3,95⋅10−5, для бензола 4,8⋅10−5. То есть изменение температуры на 1 °C влияет на показатель преломления жидкости примерно также, как изменение давления на 10 атм.
Обычно n жидких и твердых тел рефрактометрией определяют с точностью до 0,0001 на рефрактометрах, в которых измеряют предельные углы полного внутреннего отражения. Наиболее распространены рефрактометры Аббе с призменными блоками и компенсаторами дисперсии, позволяющие определять {\displaystyle n_{D}} в "белом" свете по шкале или цифровому индикатору. Максимальная точность абсолютных измерений (10⋅10−10) достигается на гониометрах с помощью методов отклонения лучей призмой из исследуемого материала. Для измерения n газов наиболее удобны интерференционные методы. Интерферометры используют также для точного (до 10 ⋅10−7) определения разностей n растворов. Для этой же цели служат дифференциальные рефрактометры, основанные на отклонении лучей системой двух-трех полых призм.
Автоматические рефрактометры для непрерывной регистрации n в потоках жидкостей используют на производствах при контроле технологических процессов и автоматическом управлении ими, а также в лабораториях для контроля ректификации и как универсальные детекторы жидкостных хроматографов.
Рефрактометрия, выполняющаяся с помощью рефрактометров, является одним из распространённых методов идентификации химических соединений, количественного и структурного анализа, определения физико-химических параметров веществ.

## Применение прибора
Рефрактометры применяются в:
- Химической промышленности:
  - Определение концентрации в растворах или процессах ректификации или регенерация растворителя
  - Кислоты (серная кислота, соляная кислота, уксусная кислота и т.п.)
  - Растворимые соли металлов (хлориды, фосфаты, сульфаты и т.п.)
  - Органические растворители:
    - Спирты, гликоли
    - Амины, такие как MEA, DEA, EDA
    - Пирролидоны, например, N-метил-пирролидон (NMP)

  - Фунгициды и удобрения, например, мочевино-аммониевый нитрат (UAN)
  - Контроль степени полимеризации в процессах производства пластмассы и синтетической смолы
  - Измерение концентрации водной смеси коллоидной кремниевой кислоты
- Производстве волокна и текстильной промышленности: 
  - Контроль концентрации прядильных растворов:
    - DMAC (диметилацетамид)
    - DMF (диметилформамид)

  - Измерение концентрации растворов капролактама (исходное вещество для производства полиамидов)
  - Поликарбонаты
  - Прядильный раствор из целлюлозы
- Пищевой промышленности и производстве напитков, биохимической промышленности: 
  - Свеклосахарное и тростниково-сахарное производство
  - Непрерывное измерение сахаристости для регулирования работы нагревателя сахара
  - Непрерывное измерение сахаристости в безалкогольных напитках и сладостях
  - Непрерывное измерение исходного холодного сусла при производстве пива
  - Измерение свежеотжатого винного сусла (°Öchsle)
  - Анализ пива (измерение содержания алкоголя, сусла и исходного сусла) в сочетании с измерением плотности
  - Непрерывное измерение паст и густых веществ: сахарного сиропа, мелассы, меда, джема, винного сусла, пюре)
  - Продукты из молочной сыворотки: измерение содержания сухих веществ по ареометру Брикса, лактозы, управление технологическим процессом
  - Пектин
- Нефтяной и газовой промышленности: 
  - Контроль концентрации водной смеси моноэтиленгликоля при транспортировке природного газа
- Производстве бумаги и клея: 
  - Концентрация крахмалов
  - Содержание сухих веществ в клеях на основе крахмала и казеина
  - Контроль за процессами решения проблем в производстве клея
- Фармацевтической промышленности: 
  - Контроль концентрации аскорбиновой кислоты и цетогулоновой кислоты при производстве витамина С
  - Нано-гель [неизвестный термин]
- Научно-исследовательских работах, оптике: 
  - Измерения концентрации во время процесса роста кристаллов
  - Управление технологическим процессом с применением специальных травильных растворов
- Анализе сточных вод:
  - Измерение максимального содержания сухих веществ (в градусах Брикса или в процентах по массе) в сочетании с контролем мутности жидкой среды, например, с целью обнаружения утечек.

Газовые интерференционные рефрактометры применяются для определения состава газов, в частности для определения содержания горючих газов в воздухе шахт, поиска утечек в сетях газоснабжения и т.д.

### Рефрактометрия в офтальмологии
С помощью рефрактометров (в настоящее время используются автоматические (компьютерные) авторефрактометры) в офтальмологии определяют преломляющую силу глаза человека, что используется врачами для диагностики таких заболеваний, как  близорукость, дальнозоркость и астигматизм.